# Игл (Колорадо)
Игл (енгл. Eagle) град је у америчкој савезној држави Колорадо.

## Демографија
По попису из 2010. године број становника је 6.508, што је 3.476 (114,6%) становника више него 2000. године.
| Група             | 2000.         | 2010.         |
| Белци             | 2.437 (80,4%) | 4.903 (75,3%) |
| Афроамериканци    | 11 (0,4%)     | 27 (0,4%)     |
| Азијати           | 12 (0,4%)     | 53 (0,8%)     |
| Хиспаноамериканци | 520 (17,2%)   | 1.449 (22,3%) |
| Укупно            | 3.032         | 6.508         |